# Amina (film, 2021)
Pour les articles homonymes, voir Amina.
Pour plus de détails, voir Fiche technique et Distribution.
Amina est un film historique nigérian, réalisé par Izu Ojukwu et produit par Okechukwu Ogunjiofor. Le film est sorti en 2021 et dure 120 minutes.

## Synopsis
Inspiré d'une histoire vraie, Amina raconte l'histoire d'une jeune femme stratège de guerre, Amina de Zaria. Au XVIe siècle dans l'ancienne Zazzau aujourd'hui Zaria, une jeune femme du nom d'Amina dans le but de sauver son royaume contre ses ennemis, fait montre de son art de la guerre. Elle met en place et développe des tactiques de luttes preuves de sa bonne maitrise des arts de combats,,.

## Fiche technique
- Titre original : Amina
- Réalisation : Izu Ojukwu
- Musique : Upepo
- Production : Okechukwu Ogunjiofor
- Distribution : Netflix
- Pays : Nigeria
- Langues : anglais
- Durée : 120 minutes
- Date de sortie : 2021[5]

## Distribution
- Lucy Ameh
- Ali Nuhu
- Clarion Chukwura
- Chris Gbakann
- Ibrahim Mijinyawa
- Yakubu Mohammad
- Ummi Mohammed
- Asabe Madaki
- Jenevieve Ogunjiofor
- Godwin Ogaga
- Emmanuel Degri
- Abdul Mohammed
- Victoria Nweke[6],[7]